# Comuna Vrața, Vrața
Vrața (în bulgară Враца) este o comună în regiunea Vrața, Bulgaria, formată din orașul Vrața și 22 de sate. 

## Localități componente

### Orașe
- Vrața

### Sate
| - Banița - Beli Izvor - Celopek - Ciren - Devene - Goleamo Peștene - Gorno Peștene - Kostelevo | - Lileace - Liutadjik - Malo Peștene - Mramoren - Nefela - Ohoden - Pavolce | - Tișevița - Tri Kladenți - Vesleț - Virovsko - Vlasatița - Zgorigrad - Vărbița |

## Demografie
Componența etnică a comunei Vrața
     Romi (2,99%)
     Bulgari (87,06%)
     Nicio identificare (9,57%)
     Altele (0,71%)
La recensământul din 2011, populația comunei Vrața era de 73.894 locuitori. Din punct de vedere etnic, majoritatea locuitorilor (87,06%) erau bulgari, cu o minoritate de romi (2,99%). Pentru 9,57% din locuitori nu este cunoscută apartenența etnică.